# Titanidiops nilagiri
Espèce
Synonymes
- Idiops nilagiri Das & Diksha, 2019

Titanidiops nilagiri est une espèce d'araignées mygalomorphes de la famille des Idiopidae.

## Distribution
Cette espèce est endémique d'Odisha en Inde,.

## Description
La femelle holotype mesure 12,89 mm.

## Systématique et taxinomie
Cette espèce a été décrite sous le protonyme Idiops nilagiri par Das et Diksha en 2019. Elle est placée dans le genre Titanidiops par Schwendinger, Huber et Hongpadharakiree en 2024.

## Étymologie
Son nom d'espèce lui a été donné en référence au lieu de sa découverte, Nilagiri.

## Publication originale
- Das, Diksha & Khan, 2019 : « A new trapdoor spider species of the genus Idiops Perty, 1833 (Araneae, Mygalomorphae, Idiopidae) from Odisha, India. » Journal of Asia-Pacific Biodiversity, vol. 12, no 4, p. 678-681.